# Блинов, Константин Минаевич
Константин Минаевич Блинов (1912—1943) — советский танкист. Участник Великой Отечественной войны. Герой Советского Союза (1943). Старший лейтенант.

## Биография
Константин Минаевич Блинов родился в 1912 году на хуторе Никуличев Арчадинского юрта Усть-Медведицкого округа области Войска Донского Российской империи (ныне хутор Серафимовичского района Волгоградской области Российской Федерации) в крестьянской семье Миная Федосеевича и Дарьи Гавриловны Блиновых. Закончил семь классов неполной средней школы, после чего работал в колхозе. В 1931 году призван в ряды Рабоче-Крестьянской Красной Армии. Службу нёс в 23-й Ставропольской кавалерийской дивизии имени М. Ф. Блинова. Демобилизовавшись после трёх лет срочной службы, уехал в Сталинград, где работал сначала на заводе «Красный Октябрь», а затем на заводе «Баррикады».
В РККА К. М. Блинов вновь призван Баррикадным райвоенкоматом города Сталинграда в 1941 году и направлен в Камышинское танковое училище. В октябре 1942 года младший лейтенант К. М. Блинов был направлен в формировавшийся под Тулой 3-й танковый корпус, где был назначен командиром танка Т-34 119-й танкового батальона 103-й танковой бригады. В декабре 1942 года корпус непродолжительное время входил в состав 3-й танковой армии Западного фронта, но в боевых действиях не участвовал и скоро был выведен в резерв Ставки Верховного Главнокомандующего.
В боях с немецко-фашистскими захватчиками Константин Блинов с января 1943 года. В составе 103-й танковой бригады 3-го танкового корпуса 6-й армии Юго-Западного фронта он принимал участие в операции «Уран», третьей битве за Харьков (Операция «Скачок»).
Особо отличился в ходе Острогожско-Россошанской операции в бою у села Покровское Ворошиловградской (ныне Луганской) области. В ночь на 26 января 1943 года танк младшего лейтенанта К. М. Блинова с десантниками на броне выдвинулся в район села Покровское и организовал засаду на прифронтовой дороге. На рассвете он атаковал немецкую военную колонну. В бою было уничтожено около 60 автомашин, 16 орудий, 8 тягачей, 17 мотоциклов и до роты живой силы противника.
Указом Президиума Верховного Совета СССР «О присвоении звания Героя Советского Союза начальствующему и рядовому составу Красной Армии» от 17 апреля 1943 года за «образцовое выполнение боевых заданий командования на фронте борьбы с немецкими захватчиками и проявленные при этом отвагу и геройство» удостоен звания Героя Советского Союза с с вручением ордена Ленина и медали «Золотая Звезда». Через некоторое время ему было присвоено звание лейтенант.
В начале апреля 1943 года 3-й танковый корпус был снова выведен в резерв, а в начале мая подчинён 2-й танковой армии Центрального фронта. В её составе старший лейтенант Константин Блинов принял участие в Курской битве в качестве командира танковой роты 119-го танкового батальона 103-й танковой бригады.
В боях за станцию Поныри с 07.07.1943 по 09.07.1943 рота Блинова стойко обороняла занимаемые рубежи. Остановив отступление пехотных частей, старший лейтенант К. М. Блинов организовал оборону населенного пункта, отразив несколько контратак превосходящих сил противника. За трое суток немцы потеряли танк «Тигр», танк «Т-4», 6 орудий, 9 пулемётов и до 200 солдат и офицеров. При отражении последней контратаки старший лейтенант К. М. Блинов был тяжело ранен. 11 июля 1943 года он умер в передвижном полевом госпитале № 616 от травматического шока и молниеносной формы газовой гангрены.
Первоначально был похоронен на центральной аллее парка Пионеров города Курска. В 1948 году останки Константина Блинова были перезахоронены на офицерском кладбище, где впоследствии был сооружён мемориал «Памяти павших в Великой Отечественной войне 1941—1945 гг.»

## Награды
- Герой Советского Союза (17.04.1943, медаль «Золотая Звезда» № 978);
- орден Ленина (17.04.1943);
- орден Отечественной войны I степени (17.07.1943);
- орден Красной Звезды (28.01.1943).

## Память
- Бюст Героя Советского Союза К. М. Блинова установлен на мемориале «Памяти павших в Великой Отечественной войне 1941—1945 гг.» в городе Курске.
- Памятник Герою Советского Союза К. М. Блинову установлен в городе Курске.
- Именем Героя Советского Союза К. М. Блинова названа улица в городе Курске.

## Документы
- Общедоступный электронный банк документов «Подвиг Народа в Великой Отечественной войне 1941—1945 гг.» Архивировано 13 марта 2012 года.

Представление к званию Героя Советского Союза и указ ПВС СССР о присвоении звания. Архивировано 16 мая 2013 года.
Орден Отечественной войны 1-й степени (наградной лист и приказ о награждении). Архивировано 16 мая 2013 года.
Орден Красной Звезды (наградной лист и приказ о награждении). Архивировано 16 мая 2013 года.
- Обобщённый банк данных «Мемориал». Архивировано 10 мая 2012 года.

ЦАМО, ф. 58, оп. 18001, д. 568 (недоступная ссылка — история).
ЦАМО, ф. 58, оп. А-83627, д. 1682 (недоступная ссылка — история).
ЦАМО, ф. 33, оп. 11458, д. 199 (недоступная ссылка — история).
ЦАМО, ф. 33, оп. 563783, д. 33 (недоступная ссылка — история).
ЦАМО, ф. 33, оп. 11458, д. 51 (недоступная ссылка — история).
Информация из списка захоронения № 153 (недоступная ссылка — история).
Учётная карточка захоронения № 153 (недоступная ссылка — история).
Схема захоронения № 153 (недоступная ссылка — история).